# La Maison by HDS
La Maison by HDS est un gratte-ciel en attente à Dubaï aux Émirats arabes unis. Ils s'élèvera à 386 mètres pour 105 étages.